# Carltheater
El Carltheater fue un teatro de Viena inaugurado en 1847 y destruido en 1944. Sucedió al Leopoldstädter Theater, un antiguo coliseo suburbano vienés. Estaba situado en la Praterstraße 31 (entonces llamada Jägerzeile) en Leopoldstadt, distrito 2 de la capital austríaca.

## Historia
El Leopoldstädter Theater fue vendido en 1838 al director teatral Carl Carl (seudónimo de Karl Andreas von Bernbrunn) tras haber atravesado dificultades financieras durante un prolongado período. Carl dirigió simultáneamente el Leopoldstädter y el Theater an der Wien, también suyo, hasta 1845.
En 1847, el antiguo edificio fue parcialmente demolido y reconstruido según trazas de los arquitectos August Sicard von Sicardsburg y Eduard van der Nüll, quienes posteriormente construyeron la Hofoper.
Carl inauguró el teatro el 10 de diciembre de 1847 con el nuevo nombre de "k.k. priv.(ilegiertes) Carltheater". La velada se inició con una obertura festiva (a cargo del maestro de capilla de Stuttgart Peter Joseph von Lindpaintner, que era amigo de Carl). El punto culminante de la función fue el estreno mundial de la obra burlesca Die schlimmen Buben in der Schule, de Johann Nestroy, con este último en el papel principal de Willibald. Dos tercios de la recaudación fueron destinados a obras de caridad.
Muchas de las obras de Nestroy y del teatro popular de la "Alt-Wien" (o Viena antigua) fueron estrenadas en el Carltheater. Entre 1854 y 1860 Nestroy actuó como intérprete y como director del teatro. En los años siguientes, conocidos dramaturgos vieneses continuaron escribiendo obras para el coliseo, perpetuando su reputación como casa del teatro popular vienés y de la opereta vienesa.
Entre 1908 y 1922, Siegmund Eibenschütz, que también fue propietario del Carltheater, actuó como director artístico programando operetas de gran éxito.
Tras una sucesión rápida de directores, el teatro volvió a tener dificultades financieras. Fue cerrado el 31 de mayo de 1929, utilizándose desde entonces solo para rodajes cinematográficos (a finales de los años 30 y principios de los 40).
Durante un bombardeo en 1944, la sala del teatro quedó casi completamente destruida. La fachada, de gran valor artístico y catalogada, se mantuvo sorprendentemente intacta, conservándose incluso después de la guerra. Sin embargo, debido al peligro de derrumbe causado por el entorno, el teatro fue demolido a mediados de 1951.
El Carltheater no fue reconstruido. Actualmente el complejo Galaxy Tower se levanta en su antiguo emplazamiento. Hasta hace unos años, una placa conmemorativa en la Praterstraße recordaba el lugar donde se levantaba el teatro, aunque hoy también ha desaparecido. 

## Principales títulos estrenados
- Die schlimmen Buben in der Schule, Burleske en un acto de Johann Nestroy, 10 de diciembre de 1847
- Freiheit in Krähwinkel, Posse mit Gesang de Johann Nestroy, 1 de julio de 1848
- Judith und Holofernes, Travestie mit Gesang de Johann Nestroy, 13 de marzo de 1849
- Tannhäuser, Opernpersiflage de Johann Nestroy con música de Carl Binder, 31 de octubre de 1857
- Das Corps der Rache, opereta de Franz von Suppè, 5 de marzo de 1864
- Dinorah oder Die Turnerfahrt nach Hütteldorf, parodia operística de Franz von Suppè, 4 de mayo de 1865
- Leichte Kavallerie oder Die Töchter der Puszta, opereta de Franz von Suppè, 21 de marzo de 1866
- Freigeister, opereta de Franz von Suppè, 23 de octubre de 1866
- Banditenstreiche, opereta de Franz von Suppè, 27 de abril de 1867
- Die Frau Meisterin, opereta de Franz von Suppè, 20 de enero de 1868
- Tantalusqualen, opereta de Franz von Suppè, 3 de octubre de 1868
- Isabella, opereta de Franz von Suppè, 5 de noviembre de 1869
- Lohengelb, oder Die Jungfrau von Dragant (Tragant), opereta de Franz von Suppè, 30 de noviembre de 1870
- Can(n)ebas, opereta de Franz von Suppè, 2 de noviembre de 1872
- Fatinitza, opereta de Franz von Suppè, 5 de enero de 1876
- Prinz Methusalem, opereta cómica de Johann Strauss (hijo), 3 de enero de 1877
- Der Teufel auf Erden, opereta de Franz von Suppè, 5 de enero de 1878
- Boccaccio, opereta de Franz von Suppè, 1 de febrero de 1879
- Donna Juanita, opereta de Franz von Suppè, 21 de febrero de 1880
- Die Carbonari, opereta de Carl Zeller, 27 de noviembre de 1880
- Wiener Kinder, opereta cómica de Carl Michael Ziehrer, 19 de febrero de 1881
- Der Gascogner, opereta de Franz von Suppè, 22 de marzo de1881
- Das Herzblättchen, opereta de Franz von Suppè, 4 de febrero de 1882
- Der Vagabund, opereta de Carl Zeller, 30 de octubre de 1886
- Die Jagd nach dem Glück, opereta de Franz von Suppè, 27 de octubre de 1888
- Ein Deutschmeister, opereta de Carl Michael Ziehrer, 30 de noviembre de 1888
- Das Modell, opereta de Franz von Suppè, 4 de octubre de 1895
- Wiener Blut, opereta con música de Johann Strauss (hijo), 25 de octubre de 1899
- Die drei Wünsche, opereta de Carl Michael Ziehrer, 9 de marzo de 1901
- Das süße Mädel, opereta de Heinrich Reinhardt, 25 de octubre de 1901
- Der Rastelbinder, opereta de Franz Lehár, 20 de diciembre de 1902
- Der Göttergatte, opereta de Franz Lehár, 20 de enero de 1904
- Die lustigen Nibelungen, opereta burlesca de Oscar Straus, 12 de noviembre de 1904
- Der Schätzmeister, opereta de Carl Michael Ziehrer, 10 de diciembre de 1904
- Krieg im Frieden, opereta de Heinrich Reinhardt, 24 de enero de 1906
- Ein Walzertraum, opereta de Oscar Straus, 2 de marzo de 1907
- Die geschiedene Frau, opereta de Leo Fall, 23 de diciembre de 1908
- Zigeunerliebe, opereta de Franz Lehár, 8 de enero de 1910
- Alt-Wien, opereta con música arreglada de Josef Lanner, 23 de diciembre de 1911
- Majestät Mimi, opereta de Bruno Granichstaedten, 11 de febrero de 1911
- Großstadtmärchen, opereta de Richard Fall, 10 de enero de 1920
- Fürst Casimir, opereta de Carl Michael Ziehrer, 13 de septiembre de 1913
- Polenblut, opereta de Oskar Nedbal, 25 de octubre de 1913
- Die erste Frau, opereta de Heinrich Reinhardt, 22 de octubre de 1915
- Glück bei Frauen, opereta de Bruno Granichstaedten, 4 de diciembre de 1923
- Prinzessin Ti-Ti-Pa, opereta de Robert Stolz, 1928
- Lenin, tragedia revolucionaria de Ernst Fischer, 26 de septiembre de 1928[4]